# Sol Nascente
Sol Nascente je brazilská telenovela produkovaná a vysílaná stanicí TV Globo od 29. srpna 2016 do 21. března 2017. V hlavních rolích hráli Giovanna Antonelli, Bruno Gagliasso, Rafael Cardoso, Francisco Cuoco a Aracy Balabanian.

## Obsazení

### Hlavní
- Giovanna Antonelli jako Alice Tanaka
- Bruno Gagliasso jako Mario de Angeli
- Letícia Spiller jako Lenita
- Marcello Novaes jako Vittorio
- Henri Castelli jako Ralf
- Rafael Cardoso jako César
- Aracy Balabanian jako Geppina
- Francisco Cuoco jako Gaetano
- Luís Melo jako Kazuo Tanaka
- Cláudia Ohana jako Loretta
- Laura Cardoso jako Sinhá
- Marcelo Faria jako Felipe
- Giovanna Lancellotti jako Milena
- Marcello Melo Jr. jako Tiago
- Juliana Alves jako Dora